# 지오바니큰귀박쥐
지오바니큰귀박쥐(Micronycteris giovanniae)는 주걱박쥐과(신세계잎코박쥐류)에 속하는 박쥐의 일종이다. 에콰도르의 토착종이다.

## 특징
작은 크기의 박쥐로 몸길이는 71mm이고, 전완장은 37mm, 꼬리 길이는 16mm이다. 귀 길이는 21mm이고 몸무게는 최대 8.6g이다.